# Xã Liberty, Quận Butler, Ohio
Xã Liberty (tiếng Anh: Liberty Township) là một xã thuộc quận Butler, tiểu bang Ohio, Hoa Kỳ. Năm 2010, dân số của xã này là 37.259 người.